# Pedro Caldeira Cabral
Pedro Caldeira Cabral (Lissabon, 1950) is een Portugese onderzoeker, componist en bespeler van de Portugese gitaar (guitarra). Hij levert een belangrijke bijdrage aan de waardering en kennis van dit instrument, en van de Oude Muziek in het algemeen.

## Biografie
Vanaf jonge leeftijd bespeelde Cabral de blokfluit, de klassieke gitaar en de Portugese gitaar. Op het conservatorium legde hij zich toe op de luit en de viool. Hij is vooral geïnteresseerd in instrumenten die in de Oude Muziek gebruikt werden.
Hij draagt op drie manieren bij aan de kennis over Oude Muziek: door middel van onderzoek, spelen en componeren.

### Onderzoeker
Cabral onderzoekt waarom een bepaald instrument in een bepaald muziekstuk gebruikt werd. Hij werkte mee aan het boek Os Instrumentos Musicais Populares Portugueses ("Portugese volksmuziekinstrumenten"), dat gezien wordt als een van de standaardwerken over Oude Muziek in Portugal. In 1999 schreef hij A guitarra Portuguesa ("De Portugese gitaar"), een eigen standaardwerk over dit instrument.
In 1987 richtte hij het Centro de Estudos de Música Antiga (CEDMA — "Centrum voor de studie van Oude Muziek") op, dat zich toelegt op de kennis en de verspreiding van deze muzieksoort.

### Muzikant
Cabral treedt op op de Portugese gitaar en op diverse andere instrumenten. Naast zijn solocarrière is hij de leider van twee groepen:
- La Battalla, gespecialiseerd in middeleeuwse muziek
- Concerto Atlântico, gespecialiseerd in de renaissance

### Componist
Cabral componeert vooral voor de Portugese gitaar. Hij heeft een eigen stijl. In tegenstelling tot bijvoorbeeld Carlos Paredes gebruikt hij minder pizzicato, maar schrijft hij vloeiender melodieën. Naast algemene stukken voor de Portugese gitaar schrijft hij de muziek voor zijn beide groepen. Ook bewerkt hij stukken van bijvoorbeeld Johann Sebastian Bach voor de Portugese gitaar.

## Discografie

### Albums
| Album met eventuele hitnotering(en) in de Nederlandse Album Top 100 | Datum van verschijnen | Datum van binnenkomst | Hoogste positie | Aantal weken | Opmerkingen      |
| ------------------------------------------------------------------- | --------------------- | --------------------- | --------------- | ------------ | ---------------- |
| Guitarras de Portugal                                               | 1971                  | -                     |                 |              | Tecla            |
| Encontros                                                           | 1982                  | -                     |                 |              | Orfeu            |
| A Guitarra nos salões do século XVIII                               | 1983                  | -                     |                 |              | Orfeu            |
| Pedro Caldeira Cabral                                               | 1985                  | -                     |                 |              | EMI              |
| Duas Faces                                                          | 1987                  | -                     |                 |              | EMI              |
| Guitarra Portuguesa                                                 | 1991                  | -                     |                 |              | GHA              |
| Momentos da Guitarra                                                | 1992                  | -                     |                 |              | Fenn             |
| Variações                                                           | 1993                  | -                     |                 |              | Mediem/WDR       |
| Música de Guitarra Inglesa                                          | 1998                  | -                     |                 |              | BMG/RCA Classics |
| Sons da Terra Quente                                                | 2000                  | -                     |                 |              | F M              |
| The Enchanting Modinhas and the English Guitar                      | 2001                  | -                     |                 |              | Radical Media    |
| Memórias da Guitarra Portuguesa                                     | 2003                  | -                     |                 |              | Tradisom         |
| A Guitarra do Século XVIII                                          | 2003                  | -                     |                 |              | Tradisom         |

- Gemeinsame Normdatei: 134826124
- International Standard Name Identifier: 0000 0000 6689 2962
- MusicBrainz: ae417320-907a-4e2f-912b-741a54e84fbd
- Nationale Bibliotheek van Israël: 987007342468205171
- Système universitaire de documentation: 080803741
- Virtual International Authority File: 79802021